# الحركة المدنية الديمقراطية
الحركة المدنية الديمقراطية (تُعرف أيضا باسم "الحركة الوطنية المدنية") هي حركة سياسية ليبرالية مصرية تأسست في 2017.
يضم هذا التحالف عددا من الأحزاب التي كانت ضمن التيار المدني الديمقراطي الذي سبق تأسيسه في 2014. وهذه الأحزاب هي: حزب الدستور، حزب الكرامة، حزب التحالف الشعبي الاشتراكي، الحزب المصري الديمقراطي الاجتماعي، حزب العيش والحرية.

## الأحزاب المشتركة
- حزب العيش والحرية
- حزب الدستور
- حزب الكرامة
- الحزب المصري الديمقراطي الاجتماعي
- حزب العدل
- حزب الإصلاح والتنمية مصرنا
- حزب التحالف الشعبي الاشتراكي.[7]
- الحزب الاشتراكي المصري
- حزب المحافظين
- الحزب العربي الديمقراطي الناصري
- حزب الوفاق
- حزب العيش والحرية (تحت التأسيس).[8]

## روابط خارجية
- صفحتها على فيس بوك.